# Lama Djinpa
El lama Djinpa (Borja d'Arquer), nascut a Barcelona, és considerat el primer lama català. Mort a maig de 2017.
Va ser deixeble del lama Yeshe, de Kalu Rimpotxé, Khenpo Tsultrim Gyamtso Rimpotxé i Bokar Rimpotxé i feu diversos retirs al Nepal i a l'Índia. Entre 1984 i 1988 feu el retir de tres anys i mig a Normandia i professà els vots de monjo Getsul.
Des de 1998 viu retirat a Dag Shang Kagyü, el primer monestir budista de l'Estat espanyol, situat a Panillo, Osca.

## Obra
- Introducción práctica al buddhismo (2001)
- Buddha, materialismo y muerte (2002)
- Aprenent del budisme Arxivat 2007-08-22 a Wayback Machine. (2007)